# Basilio León Maestre
Basilio León Maestre (12 de septiembre de 1879 - ????) fue un militar español.

## Biografía
Nacido en 1879, ingresó en el Ejército el 31 de diciembre de 1896. Participó en la guerra del Rif. En 1924, ostentando el rango de teniente coronel, desembarcó en Melilla al frente del Batallón «Expedicionario», tomando parte en varias operaciones en Kandussi, Alfrau y Dar-Quebdani hasta final de año. Ascendió a coronel en 1933.
En julio de 1936 estaba al mando del Regimiento de Infantería «Lepanto» n.º 2, de guarnición en Granada. León Maestre formaba parte de la conspiración militar que pretendía sublevarse contra la República. Tras el estallido de la Guerra civil, el 20 de julio León Maestre fue uno de los cabecillas de la sublevación militar en Granada, logrando hacerse con el control de la ciudad. Se convirtió en el nuevo comandante militar de Granada tras la destitución del general Campins, cargo que mantuvo hasta el 29 de julio, cuando fue sustituido por el coronel Antonio González Espinosa. Durante la contienda tomó parte en varias operaciones militares. En agosto de 1936 estuvo al frente de las fuerzas que el 18 de agosto contactaron con las unidades del general Varela, lo que supuso el final del cerco republicano sobre Granada. A comienzos de 1937 estuvo presente en el Frente de Málaga, al mando de una columna de reserva.